# Wąbrzeźno (gmina wiejska)
Wąbrzeźno – dawna gmina wiejska istniejąca w latach 1934–1954. Siedzibą władz gminy było miasto Wąbrzeźno, które stanowiło odrębną jednostkę.
Gmina zbiorowa Wąbrzeźno została utworzona 1 sierpnia 1934 roku w powiecie wąbrzeskim w woj. pomorskim z dotychczasowych jednostkowych gmin wiejskich: Cymbark, Czystochleb, Frydrychowo, Jarantowice, Łabędź, Myśliwiec, Sicinek i Stanisławki oraz z obszarów dworskich Buk, Gziki, Nielub, Sitno, Trzcianek, Wałycz i Wronie.
Po wojnie gmina zachowała przynależność administracyjną. 6 lipca 1950 roku zmieniono nazwę woj. pomorskiego na bydgoskie. Gmina została zniesiona 29 września 1954 roku wraz z reformą wprowadzającą gromady w miejsce gmin.